# Oțetar roșu
Rhus typhina sin. R. hirta, oțetarul roșu, este o specie de plantă cu flori din familia Anacardiaceae, originară din estul Americii de Nord. Ea este găsită în primul rând în sud-estul Canadei, în nord-estul și centrul vestic al Statelor Unite ale Americii și în Munții Apalași, dar este cultivată pe scară largă ca plantă ornamentală în mai multe țări din zona temperată.